# João Batista Viana dos Santos
João Batista Viana dos Santos, född den 20 juli 1961 i Uberlândia, Brasilien, är en brasiliansk fotbollsspelare som tog OS-silver i fotbollsturneringen vid de olympiska sommarspelen 1988 i Seoul.